# Waltham Forest
Pronunciação
Waltham Forest é um borough da Região de Londres, na Inglaterra. Sua população é de 268 020 habitantes.